# Septimius
Septimius (lub Septiminus) – uzurpator z czasów panowania Aureliana, który w wyniku buntu w Dalmacji ogłosił się w 271 roku rzymskim cesarzem. Wkrótce rebelia upadła, a on sam został zamordowany przez swych żołnierzy.